# Stan Ackermans

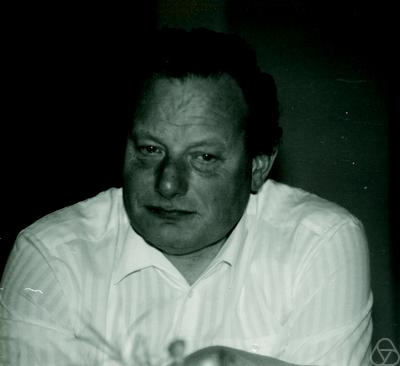
Stan Ackermans

Stanislaus Thomas Maria (Stan) Ackermans (1936 - 1995) was een Nederlandse wiskundige, de zevende rector magnificus van de Technische Hogeschool Eindhoven (THE, nu Technische Universiteit Eindhoven, TU/e) en de oprichter van het later naar hem vernoemde Stan Ackermans Instituut.

## Biografie
Na de middelbare school studeerde Ackermans wiskunde aan de Universiteit van Amsterdam waar hij afstudeerde bij professor N.G. de Bruijn. Hij begon in 1961 aan de THE, en promoveerde in 1964 bij De Bruijn (die ook naar de THE was gekomen). Hij was hiermee de tweede persoon die zijn doctorstitel behaalde bij de net opgerichte faculteit Wiskunde. In 1967-68 werkte hij aan de Universiteit van Californië – Los Angeles.
In 1972 werd Ackermans hoogleraar met als specialisaties algebra en functionaalanalyse.
Van 1978 tot 1981 was Ackermans decaan van de faculteit Wiskunde en in 1982 volgde hij prof.ir. J. Erkelens op als rector magnificus. Dit was het jaar waarin de Tweefasenstructuur wetenschappelijk onderwijs werd ingevoerd en de bezuinigingsoperatie Taakverdeling en concentratie door het ministerie van OC&W werd opgelegd.
Na zijn rectoraat werd Ackermans in 1986 wetenschappelijk directeur van het op zijn initiatief opgerichte Instituut Vervolgopleidingen, dat tweejarige ontwerpersopleidingen als aanvulling op het tweefasenstructuur bood.
Na zijn dood werd het Instituut Vervolgopleidingen omgedoopt tot Stan Ackermans Instituut.

## Publicatie
- Samen met prof.dr. J.H. van Lint schreef Ackermans het boek Algebra en Analyse (Academic Science, Den Haag, 1976), dat door vele generaties Eindhovense wiskundigen wordt gebruikt.

## Bron
- De kleine TU/e encyclopedie 1956-2006, Joep Huiskamp, Eindhoven, 2006, ISBN 90-73192-30-7